# Orłowo gnezdo
Orle Gniazdo (bułg. Орлово гнездо) – schron turystyczny w Starej Płaninie w Bułgarii.

## Opis i położenie
Znajduje się na grzbiecie Starej Płaniny, na wschód od Beklemeta. Do schronu odbija się na grzbiet z drogi Trojan – Kyrnare. Jest to murowany jednopiętrowy budynek z wewnętrznymi węzłami sanitarnymi i łazienką. Dysponuje dwiema sypialniami, dwoma pokojami z dwoma łóżkami każdy, jednym pokojem z czterema łóżkami i pryczą dla 15 osób. Ponadto dysponuje jadalnią, grillem i kuchnią. Budynek ma dostęp do wody bieżącej, prądu i centralnego ogrzewania. Jest otwarty cały rok, ze stałą obsługą. Schronisko jest na trasie europejskiego długodystansowego szlaku pieszego E3 ( Kom - Emine).
Sąsiednie obiekty turystyczne:
- schronisko Kozja stena (Kozia Ściana) – 3,30 godz.
- schronisko Dermenka – 1,40 godz.

Szlaki są znakowane.
Punkt wyjściowy: Beklemeto – 1,30 godz. znakowanym szlakiem.